# 청주체육관
청주체육관(淸州體育館)은 충청북도 청주시 서원구 사직동 청주종합경기장에 있는 실내체육관이다. 2011년부터 WKBL 청주 KB 스타즈가 홈경기장으로 사용 중이다. 이전에는 WKBL 청주 현대 하이페리온이 홈경기장으로 사용한 적이 있으며, KBL 청주 SK 나이츠가 1997년부터 2001년까지 홈경기장으로 사용했다.
2015년 7월 11일부터 7월 19일까지 통합청주시 1주년을 기념하여 프로배구 KOVO컵 대회를 개최하였다.